# Puerto López (Colombia)
Puerto López è un comune della Colombia facente parte del dipartimento di Meta.
Il centro abitato venne fondato da Abel Rey e Clemente Naranjo nel 1935, mentre l'istituzione del comune è del 3 luglio 1955.